# Клер Талент
Клер Талент (енгл. Claire Tallent рођена Вудс Аделејд 6. јул 1981) је аустралијска атлетичарка, специјалиста за брзо ходање. Највише успеха је имала у дисциплини ходања на 20 километара.

## Спортска каријера
На међународним такмичењима дебитовала је 2004. на Светском купу у брзом ходању, а 2007 била је четрнаеста на Универзијади 2007. у Бангкоку. Представљала је Аустралију на Олимпијским играма у Пекингу 2008., где је заузела 27 место. Такмичила се и на Светском првенству у 2009.. Највећи успех је достигла на Играма Комонвелта 2010. у Њу Делхију освајањем другог места.
Удата је аустралијског ходача, освајача две олимпијске медаље у Пекингу 2008. Џареда Талента.
Сезону 2011. почели су успешно. Постали су прваци Аустралије свако у својој конкуренцији. На Светском првенству у 2011. у Тегу, Јужна Кореја је била 21.

## Значајнији резултати
| Год. | Такмичење          | Место              | Пласман | Резултат |
| ---- | ------------------ | ------------------ | ------- | -------- |
| 2004 | Светски куп        | Наумбург Немачка   | 42      | 1:35:25  |
| 2007 | Универзијада       | Бангкок Тајланд    | 14      | 1:45:07  |
| 2008 | Светски куп        | Чебоксари, Русија  | 31      | 1:35:01  |
| 2008 | Олимпијске игре    | Пекинг, Кина       | 27      | 1:33:02  |
| 2009 | Светском првенство | Берлин Немачка     | 27      | 1:38:12  |
| 2010 | Светски куп        | Чивава Мексико     | 19      | 1:39:08  |
| 2010 | Игре Комонвелта    | Њу Делхи, Индија   | 2       | 1:36:55  |
| 2011 | Светском првенство | Тегу, Јужна Кореја | 21      | 1:34:46  |

## Лични рекорди
- 5.000 м ходање — 21:56,58 , Сиднеј, 28. фебруар 2009.
- 10 км ходање — 45:06, Коруња 	19. јун 2010.
- 20 км ходање — 1:32:02, Коруња 19. јун 2010.